# NGC 2467
NGC 2467 is een open sterrenhoop met een emissienevel in het sterrenbeeld Achtersteven. Het hemelobject werd op 9 december 1784 ontdekt door de Duits-Britse astronoom William Herschel.

## Synoniemen
- OCL 668
- ESO 493-SC25
- LBN 1065